# Yearning
Yearning war eine finnische Gothic- und Death-Doom-Band aus Riihimäki, die im Jahr 1994 unter dem Namen Flegeton gegründet wurde und sich 2010 auflöste.

## Geschichte
Die Band wurde gegen Ende des Jahres 1994 unter dem Namen Flegeton von dem Gitarristen und Sänger Juhani Palomäki und dem Schlagzeuger Tony Kristian gegründet. Den Namen übernahm die Band aus der Göttlichen Komödie von Dante Alighieri, ursprünglich ist Phlegethon der Name eines Flusses in der Unterwelt der griechischen Mythologie. Zusammen schrieben beide an den ersten Liedern, ehe Tero Kalliomäki als Gitarrist zur Besetzung kam. Die Gruppe nahm daraufhin ein erstes Demo unter dem Namen Through the Desolate Lands auf. Im Juli 1995 begab sich die Gruppe mit dem Bassisten Petri „Mr. Woodland“ Salo in das MDM Studio in Tampere, um das Demo The Temple of Sagal aufzunehmen. Durch das Demo erreichte die Band einen Vertrag für zwei Alben bei dem französischen Label Holy Records.
Im Februar 1996 begab sich die Band, die sich mittlerweile Yearning nannte, in die Tico-Tico Studios in Kemi, um neues Liedmaterial aufzunehmen. Hierbei entstand das Lied Autumn Funeral, das auf dem Holy-Records-Sampler The Holy Bible enthalten war. Vom 16. bis 29. September 1996 begab sich die Band dann erneut in dieses Studio, um das Album With Tragedies Adorned aufzunehmen. Das Album erschien im Februar 1997. Der Veröffentlichung schlossen sich diverse Konzerte an, ehe sich Yearning erneut vom 19. und 19. Oktober 1997 in die Tico-Tico Studios, um eine Coverversion des Paradise-Lost-Liedes Eternal für ein Tribute-Album von Holy Records aufzunehmen. Danach ging die Band vom 26. Dezember bis 12. Januar 1998 auf eine Europatournee, mit 16 Auftritten in Ländern wie den Niederlanden, Belgien, Deutschland, Österreich, der Schweiz und Frankreich. An dieser Tour nahmen auch Nightfall und S.U.P. teil. Danach schrieb die Band an neuen Lieder, ehe sie sich vom 18. August bis 9. September 1998 in die Tico-Tico Studios begab. Hierbei entstand das zweite Album Plaintive Scenes, das im Februar 1999 erschien. 1999 verließen mehrere Mitglieder die Band, sodass nur noch Palomäki und Kristian in der Band waren. Ersterer übernahm bis auf das Schlagzeug, das Kristian weiterhin spielte, alle weiteren Instrumente im Studio. In den Tico-Tico Studios nahmen die beiden dann vom 2. bis 29. Mai 2000 das dritte Album Frore Meadow auf, das im Januar 2001 bei Holy Records erschien. Zur Live-Unterstützung kamen der Gitarrist Matti S., der Bassist Jani Loikas und der Keyboarder Jouni Huttunen hinzu. 2001 ging die Band auf Tour durch Frankreich mit dem Labelkollegen Gloomy Grim und Misanthrope. Erneut zu zweit wurde das Album Evershade aufgenommen. Die Aufnahmen hierzu fanden im Astia Studio mit dem Co-Produzenten Anssi Kippo vom 9. bis 22. Juni 2003 statt, ehe es im September desselben Jahres erschien. Danach folgten Auftritte in Helsinki und Riihimäki in derselben Live-Besetzung wie zuvor. Danach folgten nur wenig Auftritte, während die Band nach einem neuen Label suchte und an neuen Liedern schrieb. Zudem kam mit Aki Kuusinen ein neuer Schlagzeuger zur Besetzung. Im Jahr 2006 gründete Palomäki das Nebenprojekt Colosseum, welche im November 2007 debütierte.
Schließlich einigte sich Yearning mit Holy Records auf die Veröffentlichung eines weiteren Albums. Die Band begab sich daraufhin in das D-Studio in Klaukkala, um mit dem Produzenten Olli Haaranen das Album Merging into Landscapes vom 3. bis 23. März 2007 aufzunehmen. Der Tonträger wurde von Jarno Hänninen abgemischt und von Elektra Mastering in Frankreich gemastert, ehe er Mitte des Jahres erschien. Hierauf war Tiina Sitomaniemi, welche zuvor schon Mitglied der Band und auf Platinitive Scenes zu hören war, als Gastsängerin zu hören. Ein weiterer Gastsänger hierauf war Tuukka Koskinen von Let Me Dream und Saattue. Im Mai 2010 verstarb Juhani Palomäki, was das Aus für Yearning bedeutete.

## Stil
Laut Eduardo Rivadavia von Allmusic ist die Musik auf Through the Desolate Lands kalt, düster und deprimierend. The Temple of Sagal biete eine Mischung aus Dark- und Gothic-Metal. Tragedies Adorned und Plaintive Scenes würden an Progressive Rock grenzen.
Laut Robert Müller vom Metal Hammer hat Plaintive Scenes seine Wurzeln im Death-Metal-Untergrund, „daraus erblüht aber ein Strauß, anspruchsvoller, technisch versiert vorgetragener, theatralisch inszenierter Melodien“. Müller zog einen Vergleich zu La Masquerade Infernale von Arcturus. Laut Juhani Palomäki im Interview mit Müller besitzt die Band dieses Album jedoch nicht einmal, vielmehr beziehe man Einflüsse aus der progressiven Musik der 1970er Jahre und der klassischen Musik wie der 5., 7. und 9. Sinfonie von Ludwig van Beethoven. Laut Müller seien die Lieder orchestral aufgebaut und Palomäki könne auf eine zwölfjährige Ausbildung als klassischer Gitarrist zurückblicken. Palomäki gab an, dass die Texte durch persönliche Emotionen geprägt sind und somit ein direktes Resultat seiner Stimmungslage seien. Im Interview mit Claudia Pajzderski vom selben Magazin gab Palomäki an, dass Frore Meadow melancholischer als die Vorgänger ist. Zudem gab er erneut an, dass die Texte Ausdruck seiner Gefühle sind. In seiner Rezension zu With Tragedies Adorned gab Müller an, dass auf dem Album orchestrale Keyboards, „schnarrende“ Akustikgitarren, E-Gitarre in Moll, ein schleppendes Tempo und Gesang, der an Dan Swanö erinnert, enthalten seien. Er beschrieb die Musik als eine Mischung aus Gothic- und Doom-Metal. Zudem setze die Band gelegentlich Breaks und „kehligen“ Gesang ein. Auf Plaintive Scenes ist laut Müller eine Mischung aus Gothic- und Death-Metal zu hören, vergleichbar mit der Musik von Tristania. Gelegentlich werde jedoch noch gutturaler Gesang eingesetzt. Die Musik sei jedoch keine bloße Abfolge von Mollriffs, sondern man verarbeite „perlende Keyboardmelodien mit progressiven Gitarrenläufen zu theatralischen Kompositionen“ und zog auch hier wieder einen Vergleich zum Arcturus-Album La Masquerade Infernale. Frore Meadow bietet laut Pajzderski „[d]üstere Lieder, voll mit traurigen Melodien und schwermütigem Gesang“. Das Album biete eine Mischung aus melodischen, typischen Gothic-Liedern wie Bleak und Autumn und experimentellen Liedern wie dem Titellied oder The Race.

## Diskografie
als Flegeton
- 1994: Through the Desolate Lands (Demo, Eigenveröffentlichung)
- 1995: The Temple of Sagal (Demo, Eigenveröffentlichung)

als Yearning
- 1997: With Tragedies Adorned (Album, Holy Records)
- 1999: Plaintive Scenes (Album, Holy Records)
- 2001: Frore Meadow (Album, Holy Records)
- 2003: Evershade (Album, Holy Records)
- 2007: Merging into Landscapes (Album, Holy Records)